# Notrufsystem 73
Das Notrufsystem 73 ist ein bundesweit einheitlich ohne Vorwahl erreichbarer Notruf im Telefonnetz der Bundesrepublik Deutschland, der 1973 eingeführt wurde und über den im Notfall alle erforderlichen Hilfskräfte angefordert werden können. Gegenüber dem normalen Telefonnetz hat das Notrufsystem 73 einige Sondermerkmale:
- bundeseinheitliche Rufnummern (112 und 110)
- keine Telefongebühren (damals gab es noch keine Flatrate)
- Sonderentstörung durch die Telekommunikationsunternehmen
- Rückverfolgung des Anrufers durch eine Fangschaltung bzw. bei der Anpassung des Systems an eine Digitale Vermittlungsstelle (EWSO, DIVO) durch den Ausdruck der Standortkennung auf einem Drucker.
- erhöhte Sicherheit

Diese Merkmale sollen den Bedürfnissen von Feuerwehr, Polizei und Rettungsdienst gerecht werden.

## Geschichtliche Entwicklung Notrufdienst
Vor dem Jahr 1948 bestanden in etwa folgende Rufnummern zu den Not- und Sonderdiensten:
- 01 = Überfallkommando
- 02 = Feuerwehr
- 09 = Zeitansage
- 00 = Fernamt (Handvermittlung)

Durch die Einführung des Selbstwählferndienstes (SWFD) wurde die Ziffer 0 als Verkehrsausscheidungsziffer für den Fernverkehr benötigt. Es wurden aus diesem Grund alle Nummern, die mit einer 0 begannen, geändert.
Ab dem Jahr 1948 wurden dann folgende Nummern für den Notruf eingeführt:
- 110 = Polizei
- 112 = Feuerwehr

Die Nummer 111 hätte für den Teilnehmer auch gewisse Vorteile gehabt. Die Nummer hätte bei den damals üblichen Impulswahlverfahren durch ein 3-maliges Klopfen auf die Hörergabel (Gabelumschalter) auch bei einem Defekt des Nummernschalters (Wählscheibe) gewählt werden können. In der Bahntechnik (BASA) wurde die 111 (oder 1111 für größere Anlagen) für die Vermittlung/Auskunft aus diesem Grund auch verwendet.
In der öffentlichen Vermittlungstechnik wurde diese 111 bewusst nicht verwendet, weil man eine größere Anzahl von Fehlbelegungen erwartete. Auch technische Störungen wie z. B. Wackelkontakte konnten die Wahl dieser Nummer herbeiführen.
Ein Grund für die Wahl der Nummer 110 war, dass diese Nummer auch im Dunkeln auf dem Nummernschalter (mit Bedienelement Wählscheibe) leicht ertastbar war, da die  1 und 0 die beiden äußeren Fingerlöcher darstellen.
Im Jahr 1955 wurden die ersten Notrufübertragungen für den automatischen Verkehr entwickelt. Diese wurden später durch eine Fangschaltung und Blockadefreischaltung erweitert.
Bis 1969 waren einheitliche Notrufnummern in der Bundesrepublik Deutschland nur in wenigen Großstädten verfügbar. Wer außerhalb dieser Hilfe brauchte, musste meist die Nummer der nächsten Polizei- oder Feuerwache im Telefonbuch nachschlagen. Auch gab es noch keine rund um die Uhr besetzten Rettungsleitstellen. Diese Umstände waren der Grund dafür, warum der 8-jährige Björn Steiger am 3. Mai 1969 nach einem Verkehrsunfall in Winnenden starb: Nach Absetzung des Notrufs dauerte es eine Stunde, bis ein Krankenwagen eintraf. Der Vater von Björn Steiger setzte sich im Verlauf der nächsten vier Jahre erfolgreich dafür ein, dass eine einheitliche Kommunikation im Rettungswesen möglich wurde.
Im Jahr 1970 wurde mit der Entwicklung eines neuen Notrufsystems begonnen. Beschlossen wurde das Konzept am 20. September 1973.
Seit 1958 waren die Notrufnummern 110 und 112 in der DDR flächendeckend eingeführt. Zusätzlich war ab 1976 zur 110 und 112 die 115 für die Schnelle Medizinische Hilfe ebenfalls flächendeckend erreichbar.

## Merkmale Notrufsystem 73
- Einheitliche Nummern: Einführung einer einheitlichen Notrufnummer im ganzen Bundesgebiet. Aus allen Ortsnetzen, auch aus kleinen Ortsnetzen ohne eigene Polizei oder Feuerwehr, kann über die 110 der Polizei- und über die 112 der Feuerwehrnotruf erreicht werden. Der Zugang ist nicht über eine Vorwahlnummer erreichbar.
- Standortkennung: Ein Notruftelefon (z. B. auf der Autobahn) und die Notrufmelder in den Telefonzellen geben eine Standortkennung an, die in der Notrufabfragestelle angezeigt wird.
- Fangschaltung: Die Auslösung der Verbindung wird immer durch die Abfragestelle durchgeführt. Wenn die Verbindung von der Abfragestelle nicht ausgelöst wird, wird diese automatisch als „gefangen“ gehalten. So kann bei Bedarf der Anrufer durch Verfolgung der Verbindung ermittelt werden.
- Fremdanschaltung: Für kleine Orte ohne eigenen Notrufdienst ist eine Fremdanschaltung an ein anderes Ortsnetz vorgesehen.
- Gebührenfreiheit: Diese Notrufgespräche sind von jedem Telefonanschluss gebührenfrei. Bei Münzfernsprechern ohne Notrufmelder mussten für den Gesprächsaufbau Münzen für ein Ortsgespräch eingeworfen werden, diese wurden jedoch nach Beendigung des Gespräches wieder zurückgegeben.
- Falschwahl-Bewertung: Die Wahl der Ziffern wird ausgewertet. Wenn nach der Wahl der Notrufnummer noch weitere Ziffern eintreffen, wird die Wahl als Falschwahl bewertet. Dazu ist nach der Wahl der letzten richtigen Ziffer eine Verzögerung von circa 3 Sekunden eingerichtet. Erst danach wird die Verbindung zu der Abfragestelle weiter aufgebaut. Werden innerhalb dieser Zeit weitere Ziffern gewählt, wird diese Verbindung als Falschwahl bewertet und ausgelöst.
- Freischaltung: Die Verbindung wird von der Abfragestelle nach Auflegen des Hörers rückwärtig freigeschaltet, auch wenn der rufende Teilnehmer nicht auflegt. Eine Blockade der Notrufnummer wird dadurch verhindert.
- Überwachung: Die Leitung eines Notruftelefons (z. B. Münzfernsprecher) und die Leitung zur Abfragestelle wird automatisch auf Unterbrechung oder Kurzschluss hin überwacht.
- Sicherheit gegen Manipulation.
- Betriebssicherheit auch bei extremen Klimabedingungen.
- Sonderentstörung:  Wurde früher durch die Bundespost auch an Sonn- und Feiertagen durchgeführt.

Durch die Einführung von digitaler Vermittlungstechnik werden zahlreiche dieser Merkmale zwischenzeitlich anderweitig realisiert, sind aber vom Leistungsumfang her noch vorhanden.

## Technische Einrichtungen Notrufsystem 73 bis zum Jahr 1975

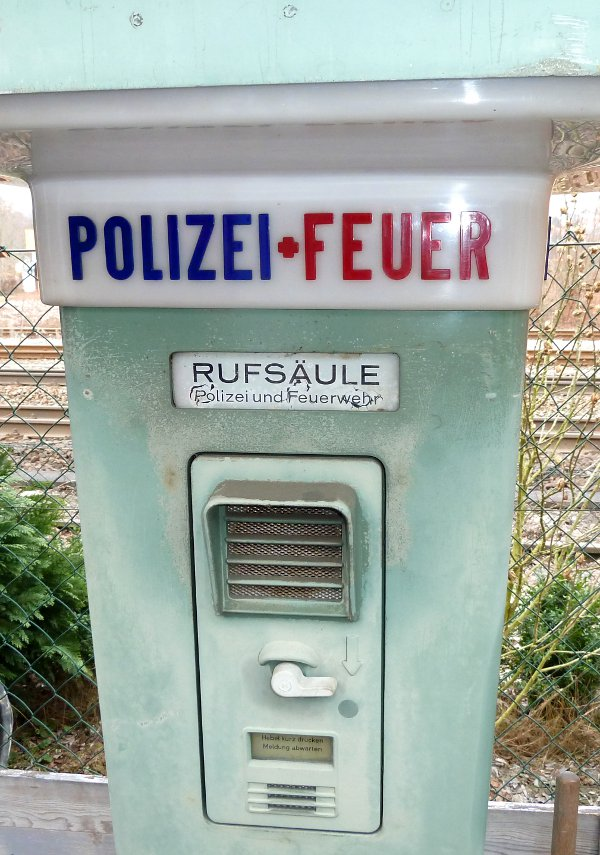
Notrufsäule

- Von einem normalen Telefonanschluss durch Wahl der Notrufnummer
- Von einem Münzfernsprecher durch Wahl der Notrufnummer, dazu mussten jedoch die Münzen für ein Ortsgespräch eingeworfen werden, diese wurden bei Ende des Gespräches zurückgegeben.
- Von einem Münzfernsprecher mit einem Notrufmelder (NRM) als Zusatzgerät
- Notruftelefon-Einrichtung, beispielsweise Notrufsäule NRT 80
- ÖbL-Telefone (Öffentlich bewegter Landfunk)
- In der Vermittlungsstelle wurden dazu die benötigten Wahlstufen für die Sonderdienste zur Verfügung gestellt. Die Notrufe wurden über den Dienstgruppenwähler (DGW) abgespaltet und über eine Notrufmeldeübertragung-gehend (NRMUe-g) zur Notrufabfragestelle weitergeleitet.
- In der Notrufzentrale war die Notrufmeldeübertragung-kommend (NRMUe-k) mit Wandabschlusskasten untergebracht. Diese diente als Schnittstelle bei der Polizei und Feuerwehr zum Anschluss der eigenen Notrufabfragestelle. An dieser Stelle konnte auch eine Weiterschaltung oder Weitervermittlung durchgeführt werden.

### Einschränkungen
Beim Einrichten der Notrufnummern für das Notrufsystem 73 traten folgende Einschränkungen auf:
- Bei Ortsnetzen mit dreistelligen oder noch größeren Zahlen an Teilnehmeranschlüssen konnten mehrere Notrufe gleichzeitig auftreten, wobei nach der ersten Notrufverbindung die Notrufnummern für die anderen belegt war. Bei der Notruftechnik 73 konnte nämlich nur eine Notrufabfragestelle pro Ortsnetz die Notrufnummer erhalten. Ein zweiter Notruf erhielt keine Verbindung mehr, sondern nur den Besetztton, wenn bereits eine erste Notrufverbindung zur Notrufabfragestelle geschaltet war.
- Das Ortsnetz musste nicht mit dem Feuerwehr- oder dem Polizeibezirk übereinstimmen, in dem die Notrufabfragestelle stationiert war. In kleinen Orten gab es nicht immer eine Dienststelle der Feuerwehr mit Notrufabfragstelle und außerdem ein Polizeirevier mit Notrufabfragestelle. Daher mussten  Notrufe ggf. in das nächste Ortsnetz weitergeleitet werden, in dem es solche Dienststellen mit Notrufzentrale gab. Die Notrufverbindung verlief dann von der Vermittlungsstelle, an der das Telefon des Anrufenden angeschlossen war, über eine sogenannte Ortsverbindungsleitung zur Vermittlungsstelle, an der die Notrufabfragestelle angeschlossen war. Auch eine Fremdanschaltung war möglich.

## Notrufmelder NRM

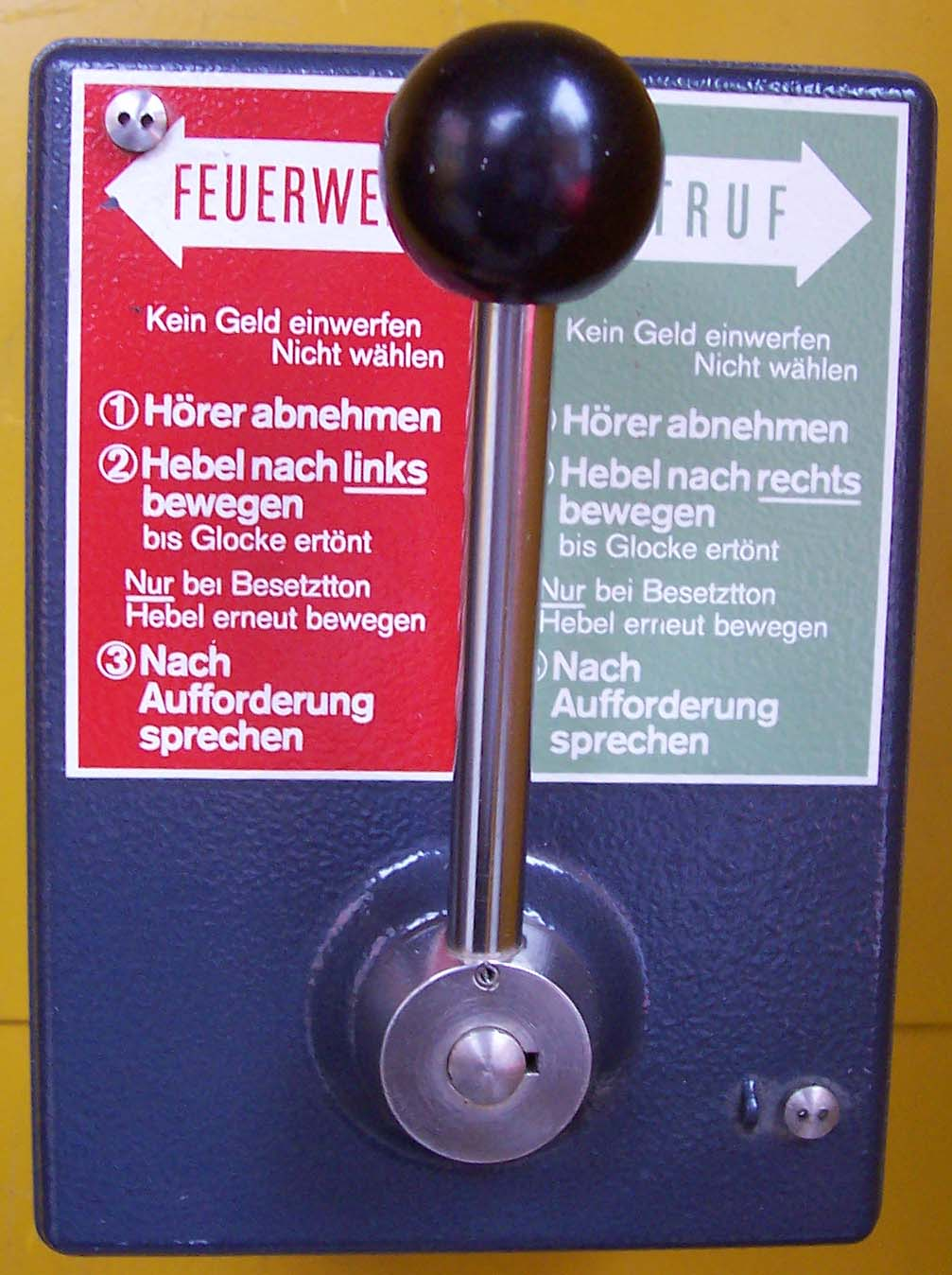
Notrufmelder in deutschen Telefonzellen. Hebel nach links Feuerwehr. Hebel nach rechts Notruf (Polizei).

- Notrufmelder (NRM) wurden  ab den 1970er Jahren notwendig, nachdem die Leitung des Münzfernsprechers zur Vermittlungsstelle erst mit dem Einwurf einer Münze belegt wurde. Vorher wurde sie bereits mit dem Abheben des Handapparates belegt. Ein Notruf musste aber auch ohne Münzen möglich sein. In der Bundesrepublik wurden deswegen alle Telefonzellen mit Notrufmeldern ausgestattet, die keinen Münzeinwurf erforderten, aber auch keine andere Wahl zuließen als die Nummern 110 und 112. Das Betätigen des Nummernschalters war zum Aufbau der Notrufverbindung nicht erforderlich.
- Der Notrufmelder (NRM) aus dem Notrufsystem 73 wurde als Zusatzeinrichtung zu Münzfernsprechern installiert
- Der Notrufmelder wurde in die Anschlussleitung (a/b) eingeschleift und war sehr robust gebaut. Die Umgebungstemperatur durfte sich im Bereich von −30 bis +70 Grad bewegen. Es wurde hier ein großer Wert auf die Betriebssicherheit gelegt.
- Eine Stromversorgung war für den Notrufmelder nicht erforderlich. Das Ziehen des Hebels zog ein Uhrwerk auf, das beim Ablaufen die Ziffern wählte, nämlich die Notrufnummer und die Standortkennung. Der NRM wählte nur mit dem Impulswahlverfahren.
- Der Notrufmelder war vor dem Münzfernsprecher in die Leitung eingeschleift, wurde er wegen einer Reparatur ausgebaut, so wurde die Leitung zum Fernsprecher automatisch überbrückt, und der Münzfernsprecher blieb betriebsbereit.
- In heutigen modernen digitalen Telefonzellen ist ein eigener Notrufmelder nicht mehr erforderlich. Die Notrufnummern können direkt ohne Münzeinwurf oder Telefonkarte angewählt werden, erfordern aber auch das korrekte Betätigen der Tastatur. Beim NRM reichte das Ziehen des Hebels für einen Notruf aus

## Anbieter
Die Telefongebühren für den Notruf 112 tragen die Kommunen. Die Bevölkerungszahl wird durch die Anzahl der eingegangenen Notrufe bzw. deren Kosten geteilt, woraus sich dann der zu zahlende Betrag errechnet.
Nicht zum Notrufsystem 73 gehört die mancherorts noch als Rettungsdienst-Notruf geschaltete Rufnummer 19222. Deshalb ist hier vom Mobiltelefon das Wählen der Vorwahl notwendig. Jedoch erreicht man so bundesweit und in den meisten Ländern weltweit mit 112 eine Notrufzentrale.

## Besonderheit beim Notruf über Mobiltelefon
In Mobilfunknetzen sind für Notrufe besondere Verfahren vorgesehen, die sowohl im Mobiltelefon als auch bei den Funksendern ihre Umsetzung finden. Hintergrund ist die hohe Bedeutung von Notrufen, deren Absetzung unter allen Umständen möglich sein soll. Hierbei kann ein beliebiger am Aufenthaltsort verfügbarer Anbieter zum Einsatz kommen, bei einem eingebuchten Mobiltelefon im „Funkloch“ – also an einem Ort, an dem der eigentlich gebuchte Anbieter nicht empfangen werden kann – wird entsprechend auf einen Mitbewerber ausgewichen. Notrufe werden mit höchster Priorität behandelt, dies führt z. B. bei Leitungsmangel dazu, dass ggf. ein anderes derzeit geführtes „normales“ Telefonat vom Netz zwangsweise beendet wird, um die Durchstellung des Notrufes zu ermöglichen. Während normale Telefonate zudem bei zu geringer Signalstärke/Verbindungsqualität vom Netz beendet werden, ist diese Funktion für Notrufe abgeschaltet, um auch unter widrigen Umständen das Absetzen des Notrufs zu erlauben.
Bis 2009 war es jederzeit möglich, von einem entsprechenden Mobiltelefon die Notrufnummer 112 zu wählen, auch ohne oder mit anbieterseitig deaktivierter SIM-Karte. Der Bundesrat hat am 13. Februar 2009 jedoch die Verordnung über Notrufverbindungen beschlossen, aus der hervorgeht, dass Notrufverbindungen von Mobiltelefonen nur noch mit, nach einmaliger Identifizierung vom Anbieter, aktivierter SIM-Karte möglich sind. Die Eingabe der PIN ist nicht erforderlich, die Aktivierung bezieht sich lediglich auf die Freischaltung durch den Anbieter nach der persönlichen Identifizierung bei Vertragsabschluss oder nach Kauf der Prepaid-SIM. Die Notwendigkeit hierzu ergab sich aus der „sehr häufigen missbräuchlichen Anwahl der Notrufnummern von Mobilfunktelefonen ohne Mobilfunkkarte und der damit verbundenen Belastung der Notrufabfragestellen“.